# Nervilia lilacea
Nervilia lilacea är en orkidéart som beskrevs av Henri Lucien Jumelle och Joseph Marie Henry Alfred Perrier de la Bâthie. Nervilia lilacea ingår i släktet Nervilia och familjen orkidéer. Inga underarter finns listade i Catalogue of Life.